# 2023年のイギリス
2023年のイギリス （2023ねんのイギリス）では、2023年のイギリスに関する出来事について記述する。

## 国王等
- 国王
  - ウィンザー朝第5代: チャールズ3世 （2022年9月8日 - ）
- 首相
  - 第79代: リシ・スナク （保守党、2022年10月25日 - ）

## できごと

### 通年
- イギリスにおける2019年コロナウイルス感染症の流行のタイムライン (2023年)（英語版）

### 1月
- 1月9日 - サッカーウェールズ代表として通算最多出場および得点記録を持つガレス・ベイルが代表引退を表明[1]。
- 1月10日 - ヘンリー王子の自伝『スペア（英語版）』が発売[2]。
- 1月21日 - リシ・スナク首相はSNSに投稿した動画でシートベルト着用義務（英語版）違反が判明し、警察から罰金を科された[3]。
- 1月31日 - SLベンフィカ（ ポルトガル）のエンソ・フェルナンデス（ アルゼンチン）が移籍金の1億2100万ユーロでチェルシーFCに移籍。移籍金はプレミアリーグのクラブ史上最高額（従来の最高額は2021年のジャック・グリーリッシュの1億ポンド）[4]。

### 2月
- 2月5日 - プレミアリーグ・トッテナム・ホットスパーFCのハリー・ケインが同リーグ史上3人目となる通算200得点ゴールを達成（アラン・シアラー、ウェイン・ルーニー以来）[5]。
- 2月8日 - ウォロディミル・ゼレンスキーのイギリス訪問
- 2月10日 - 小説『ハリー・ポッターシリーズ』が舞台のゲーム『ホグワーツ・レガシー』が発売[6]。
- 2月11日 - チェシャーで16歳のトランスジェンダー女性が殺害され、15歳の男女2人が逮捕された[7]。
- 2月15日 - スコットランド政府のニコラ・スタージョン首相が辞任を表明[8]。

### 3月
- 3月14日 - マンチェスター・シティFCのアーリング・ハーランドがRBライプツィヒとの決勝トーナメント1回戦の第2戦で大会史上3人目となる1試合5得点を記録（リオネル・メッシ、ルイス・アドリアーノ・デ・ソウザ・ダ・シルバ以来）[9]。
- 3月15日 - 2023 ワールド・ベースボール・クラシックのC組でイギリス代表が1勝3敗で4位となり、敗退が決定[10]。
- 3月22日 - エディンバラの港で乾ドックに入っていた大型船の係留が外れて船体が傾き、３３人が負傷[11]。
- 3月23日 - サッカーイングランド代表のハリー・ケインがウェイン・ルーニーの持つ歴代通算最多得点記録を更新する54得点を記録[12]。
- 3月29日 - プレミアリーグ殿堂は、アレックス・ファーガソンとアーセン・ベンゲルの両監督を殿堂に表彰することを発表。同リーグで監督として殿堂入りされるのは史上初[13]。

### 4月
- 4月21日 - ドミニク・ラーブ副首相兼法務大臣がスタッフへのいじめ問題の調査結果を受けて辞任[14]。

### 5月
- 5月3日 - マンチェスター・シティFCのアーリング・ハーランドがプレミアリーグでシーズン35得点を記録し、アラン・シアラーが持っていたシーズン歴代最多記録を更新（シーズン終了までに記録を36に伸ばした）[15]。
- 5月6日 - チャールズ3世とカミラの戴冠式（エリザベス2世の戴冠式以来70年ぶりの実施）
- 5月13日 - ユーロビジョン・ソング・コンテスト2023がリヴァプール・アリーナで開催。
- 5月21日 - プレミアリーグ2022-2023の第37節でマンチェスター・シティFCが3年連続7度目の優勝[16]。
- 5月27日 - 2023年のEFLチャンピオンシッププレーオフ決勝（英語版）でルートン・タウンFCがコヴェントリー・シティFCをPK戦の末に破って31年ぶり（プレミアリーグ創設後では初）の同リーグへの昇格が決定[17]。
- 5月29日 - サッカーイングランド代表のジュード・ベリンガムがドイツ・ブンデスリーガ2022-2023のシーズンMVPに選出[18]。

### 6月
- 6月3日 - FAカップ2022-2023の決勝では初となるマンチェスター・ダービーが開催され、マンチェスター・シティFCがマンチェスター・ユナイテッドFCをスコア2-1で破って4年ぶり7度目の優勝[19]。
- 6月7日 - UEFAヨーロッパカンファレンスリーグ 2022-23 決勝でウェストハム・ユナイテッドFCがACFフィオレンティーナ（ イタリア）をスコア2-1で破って初優勝。欧州での主要タイトルは1965年のUEFAカップウィナーズカップ以来58年ぶり[20]。
- 6月9日 - ボリス・ジョンソン元首相が下院議員を辞職[21]。
- 6月10日 - UEFAチャンピオンズリーグ 2022-23 決勝でマンチェスター・シティFCがインテルナツィオナーレ・ミラノ（ イタリア）をスコア1-0で破って初優勝。国内のリーグ、カップの優勝とあわせて同一シーズンでのトレブルを達成[22]。
- 6月13日 - ノッティンガムでワゴン車が暴走し、3人が死亡、3人が負傷。運転していた男を殺人容疑で逮捕[23]。
- 6月14日 - サッカーイングランド代表のジュード・ベリンガムがボルシア・ドルトムントからレアル・マドリードへ移籍金1億300万ユーロおよび出来高で移籍[24]。
- 6月24日～25日 - MLBで4年ぶり2度目となる2023年のMLBロンドンシリーズ（英語版）がロンドン・スタジアムで開催[25]。
- 6月24日 -  アンギラ出身のツァーネル・ヒューズが100メートル競走で9.83秒を記録し、リンフォード・クリスティの持っていた国内最高記録を更新した[26]。

### 7月

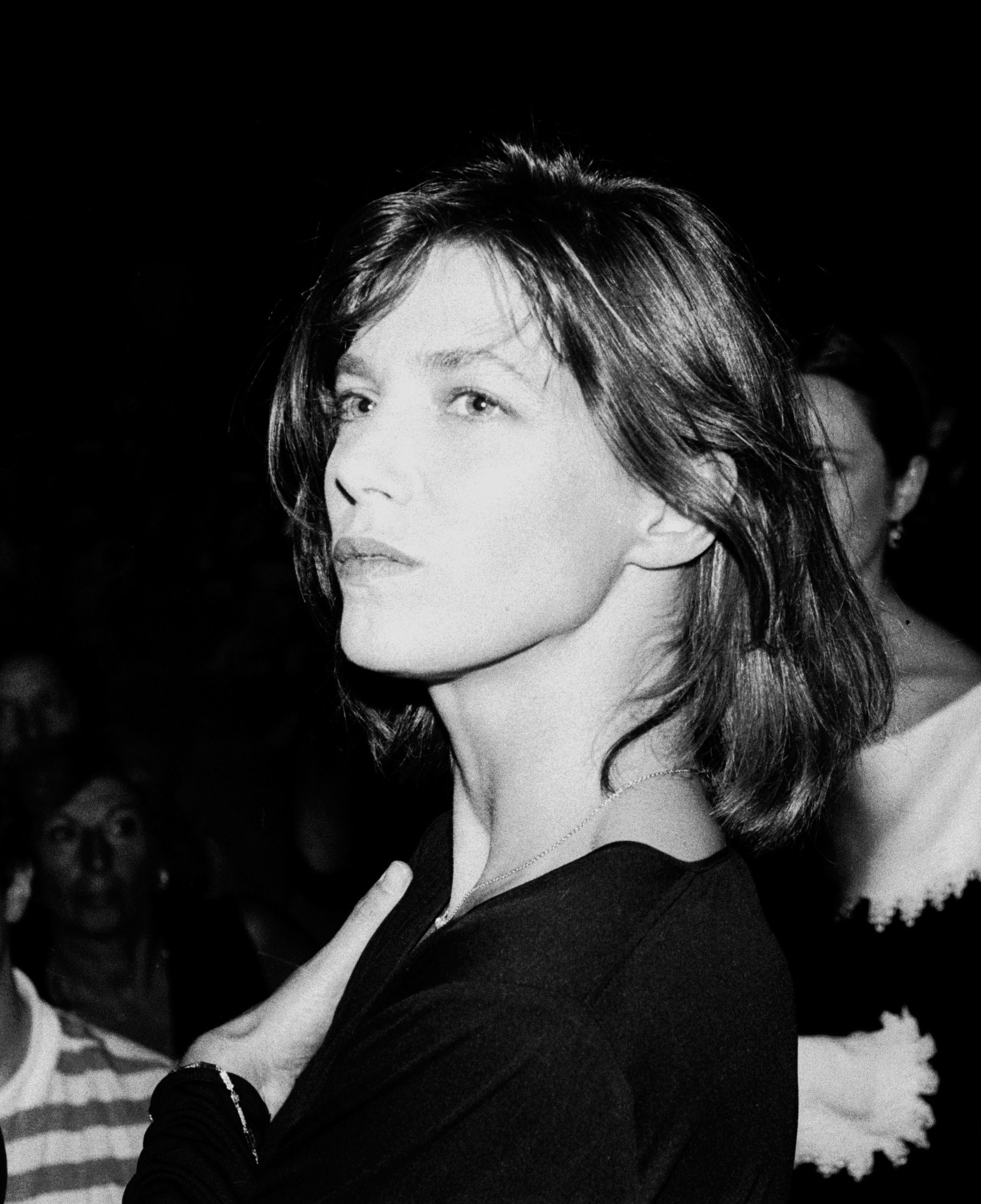
ジェーン・バーキン

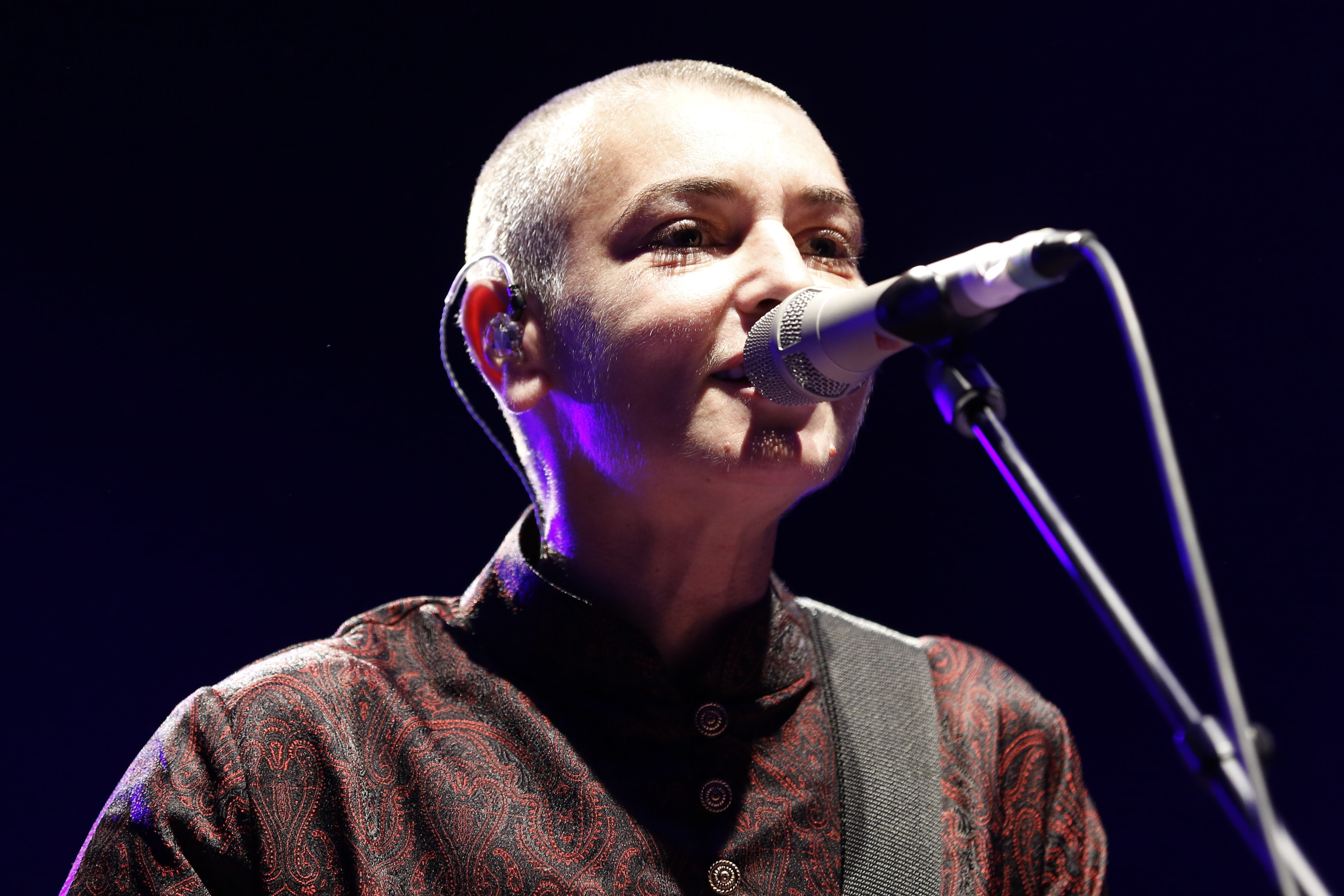
シネイド・オコナー

- 7月3日～16日 - 2023年ウィンブルドン選手権
  - 白色しか許可されない服装規定を一部改定し、女性選手のアンダーパンツを白以外の色を許可
- 7月6日 - ロンドン郊外のウィンブルドンの小学校に車が突っ込み、8歳の少女が死亡、10人以上が負傷[27]。
- 7月8日 - シンガーソングライターのエルトン・ジョンが通算625万人を集客し、この日に公演活動を引退[28]。
- 7月8日 - UEFA U-21欧州選手権2023の決勝（英語版）でイングランド代表がスペイン代表をスコア1-0で破って20大会ぶり3度目の優勝。大会MVPはイングランド代表のアンソニー・ゴードン[29]。
- 7月9日 - ラグビースコットランド代表通算100試合で歴代4位、通算27トライで歴代1位のスチュアート・ホッグがラグビーワールドカップ2023開催を前に引退を表明[30]。
- 7月14日～30日 - 2023年世界水泳選手権
  - 2023年世界水泳選手権イギリス選手団（英語版）
- 7月16日
  - 環太平洋パートナーシップ協定（環太平洋パートナーシップ協定）がイギリスの加盟を正式に承認[31]。
  - ウェストハム・ユナイテッドFCのデクラン・ライスが移籍金1億500万ポンドでアーセナルFCに移籍金。1億500万ポンドはジャック・グリーリッシュの1億ポンドを超えてイングランド人として史上最高額[32]。
- 7月23日 - 2023年全英オープン (ゴルフ)（英語版）でブライアン・ハーマン（英語版）（ アメリカ合衆国）が初優勝[33]。

### 8月
- 8月5日 - マンチェスター・シティFCはRBライプツィヒからヨシュコ・グヴァルディオルをディフェンダー史上2番目に高額の移籍金9000ユーロで獲得[34]。
- 8月12日 - トッテナム・ホットスパーに所属のハリー・ケインが移籍金1億ユーロでFCバイエルン・ミュンヘンに移籍。移籍金はブンデスリーガが史上最高額[35]。
- 8月14日 - チェルシーFCがブライトン・アンド・ホーヴ・アルビオンFCからモイセス・カイセド（ エクアドル）を移籍金は出来高を含めて1億1500万ポンドで、国内史上最高額。従来の最高額はエンソ・フェルナンデスの1億700万ポンド[36]。
- 8月16日 - 2023 UEFAスーパーカップでマンチェスター・シティFCがセビージャFCをPK戦の末に破って初優勝[37]。
- 8月19日～27日 - 2023年世界陸上競技選手権大会
  - 2023年世界陸上競技選手権大会イギリス選手団（英語版）
- 8月20日 - 2023 FIFA女子ワールドカップの決勝でイングランド代表がスペイン代表にスコア0-1で敗れて準優勝となった[38]。

### 9月
- 9月14日 - ARMホールディングスがNASDAQに新規上場し、時価総額が652億ドルとなった[39]。
- 9月26日 - アストンマーティンF1のジェシカ・ホーキンスがF1で5年ぶりとなる女性としてテスト走行を実施[40]。
- 9月28日 - ハドリアヌスの長城のシカモア・ギャップの木を切り倒した16歳の少年が逮捕された[41]。

### 10月

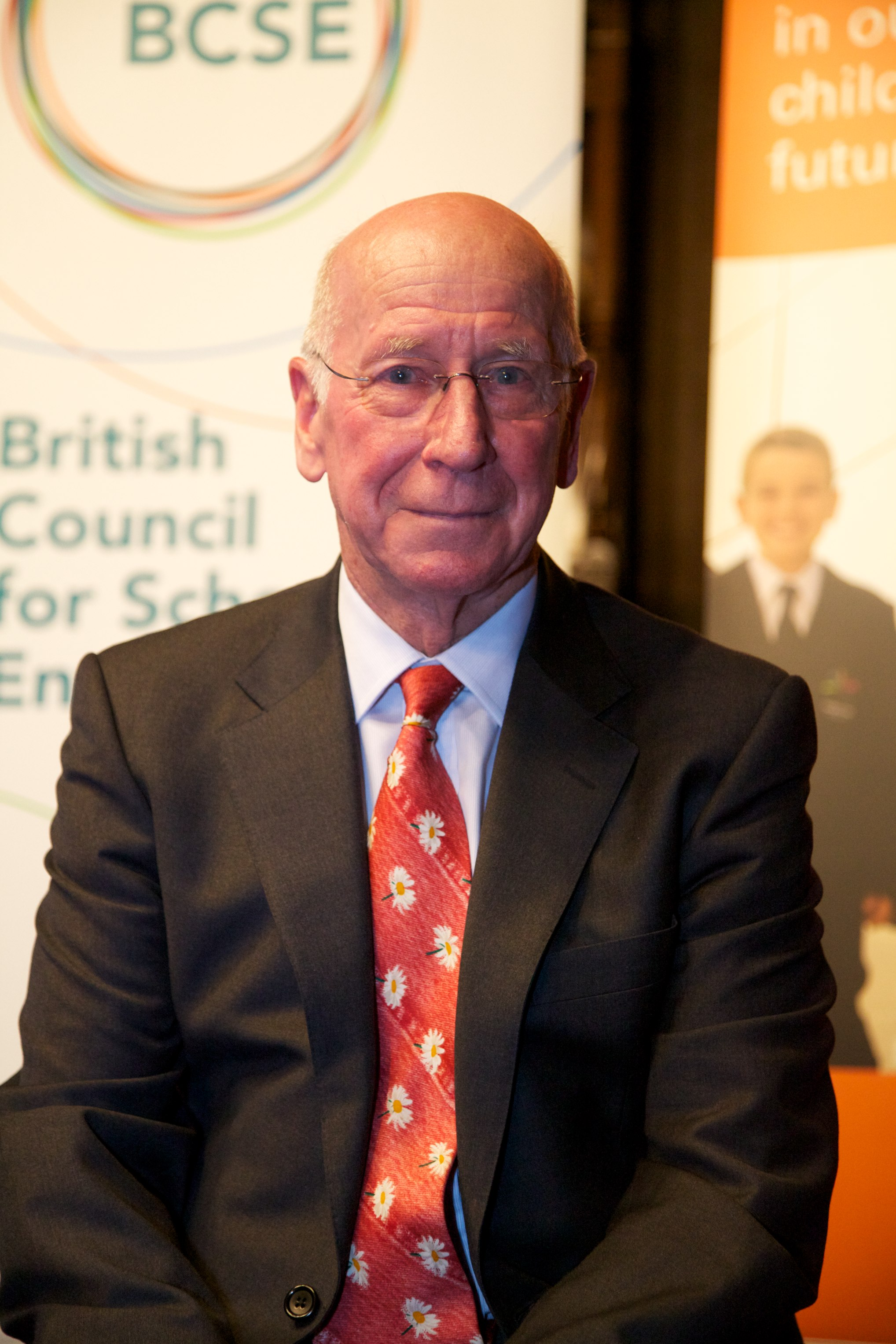
ボビー・チャールトン

- 10月8日 - ラグビーワールドカップ2023のプールBでスコットランド代表が2勝2敗で敗退となった[42]。
- 10月14日 - ラグビーワールドカップ2023の準々決勝でウェールズ代表がアルゼンチン代表にスコア17-29で敗れた[43]。
- 10月26日 - 作家のビクトリア・コーレン・ミッチェル（英語版）が51歳で出産（英語版）[44]。
- 10月27日 - ラグビーワールドカップ2023の3位決定戦でイングランド代表がアルゼンチン代表をスコア26-23で破って3位となった[45]。

### 11月

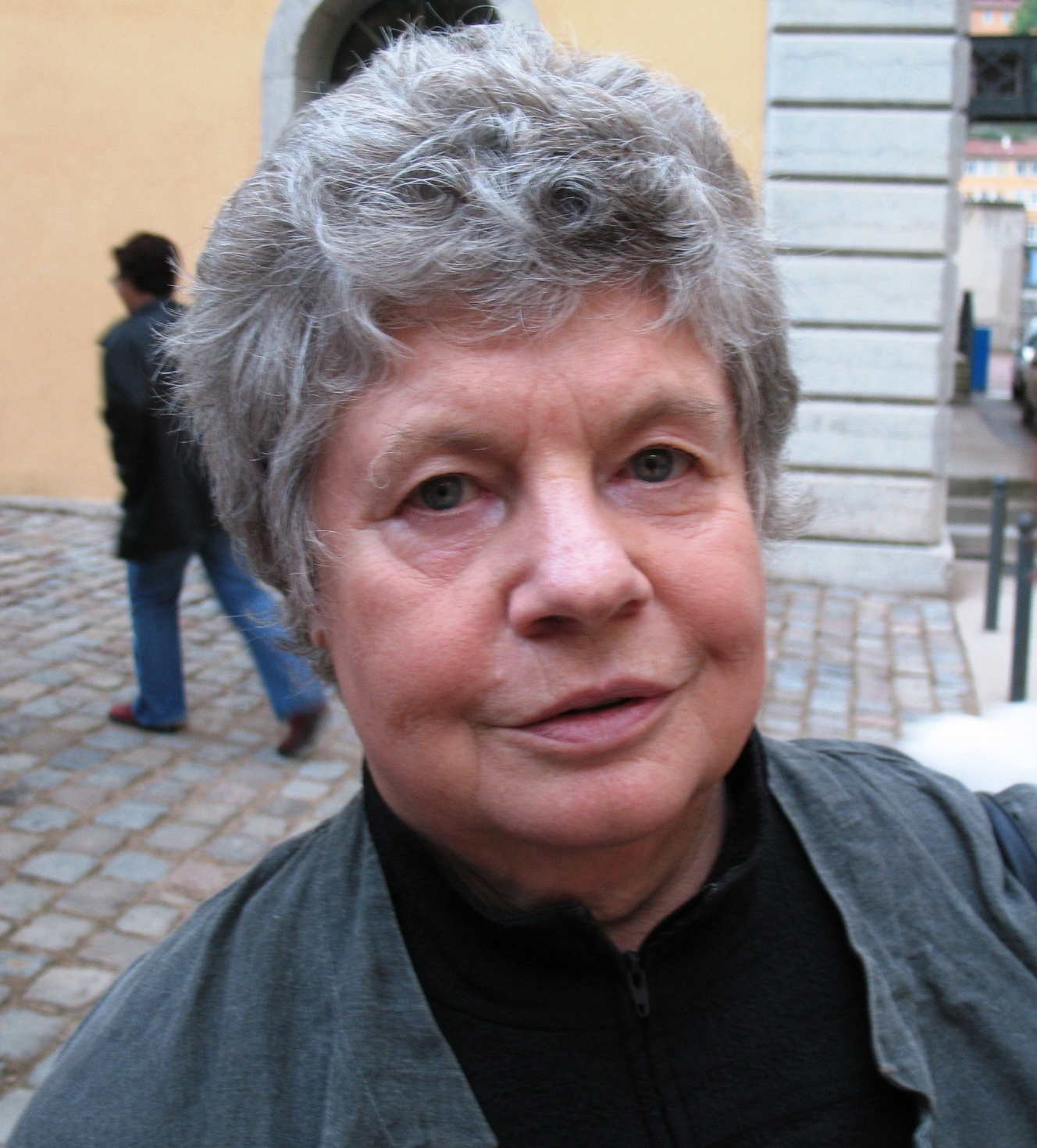
A・S・バイアット

- 11月2日 - ビートルズのポール・マッカートニーがジョン・レノンの未発表曲『ナウ・アンド・ゼン』を人工知能の技術も使ってリリース[46]。
- 11月17日 - プレミアリーグのエヴァートンFCが5季連続で赤字を計上し、収益性と持続可能性に関する規則（PSR）に違反として、勝ち点10を剥奪[47]。
- 11月23日 - レディングの高層ビルで火災が発生し、屋上で取り残された男性がクレーン車によって救助された[48]。

### 12月
- 12月22日 - FIFAクラブワールドカップ2023の決勝（英語版）でマンチェスター・シティFCがフルミネンセFCをスコア4-0で破って優勝[49]。
- 12月23日 - プレミアリーグのフラムFC対バーンリーFCの試合でレベッカ・ウェルチが主審を務めた。女性が同リーグで主審を務めるのは初めて[50]で、サッカー5大リーグ（英語版）の中では、1番最後となった[51]。

## 周年
- 3月11日 - フライング・スコッツマンの製造から100年[52]。
- 12月21日 -  ネパールとイギリスの友好条約の締結、独立主権国家として認めてから100年[53]。

## 死去

### 1月

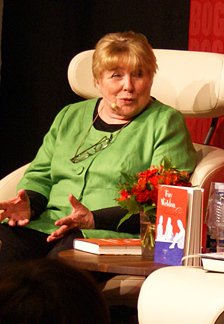
フェイ・ウェルドン

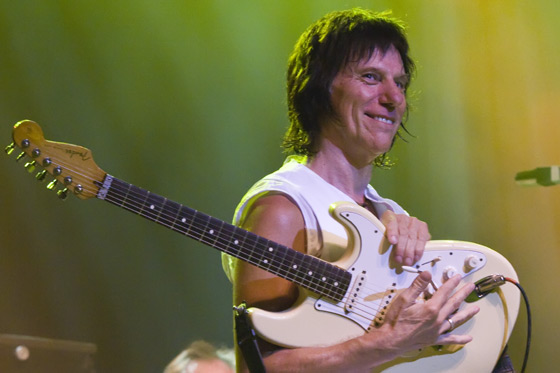
ジェフ・ベック

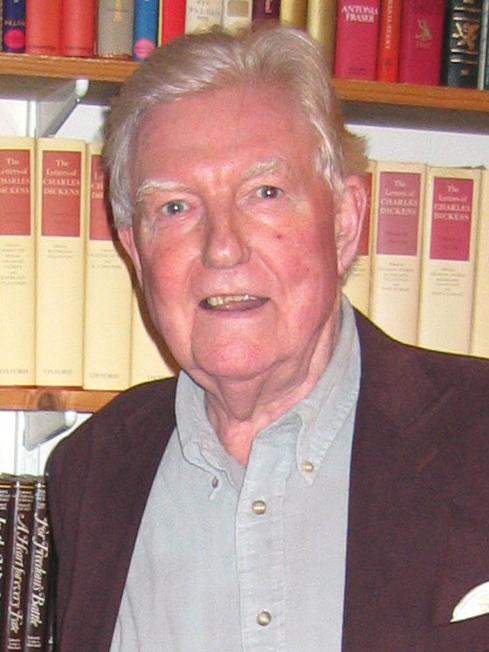
ポール・ジョンソン

- 1月4日 - フェイ・ウェルドン：作家、エッセイスト、劇作家（* 1931年）
- 1月10日 - ジェフ・ベック：ギタリスト（* 1944年）
- 1月12日 - ポール・ジョンソン：歴史家、ジャーナリスト（* 1928年）
- 1月13日（失踪日） - ジュリアン・サンズ：俳優（* 1958年）
- 1月15日 - ジョン・ウィッカム：レーシングチームマネージャー（* 1949年）
- 1月19日 - アントン・ウォークス：現役サッカー選手 (DF)（* 1997年）
- 1月27日 - シルヴィア・シムズ：女優（* 1934年）

### 2月
- 2月10日 - ヒュー・ハドソン：映画監督（* 1936年）
- 2月13日 - オリヴァー・ウッド：映画撮影監督（* 1942年）
- 2月26日 - ベティ・ブースロイド（英語版）：庶民院議長 (イギリス)（* 1929年）

### 3月
- 3月5日 - アラン・ジェイ（英語版）：フェンシング選手、1960年ローマオリンピック銀メダリスト（* 1931年）
- 3月5日 - アンドリュー・リンクレイター：国際政治学者（* 1949年）
- 3月9日 - セバスチャン・ロバーツ：陸軍の退役軍人、大英帝国勲章(OBE)（* 1954年）
- 3月16日 - トニー・コー：ジャズミュージシャン（* 1934年）
- 3月18日 - ロバート・リンジー：政治家、貴族（* 1927年）
- 3月20日 - ポール・グラント（英語版）：俳優（* 1967年）
- 3月23日 - キース・リード：作詞家（* 1946年）
- 3月26日 - D.M.トーマス（英語版）：詩人、小説家（* 1935年）
- 3月28日 - ポール・オグレディ（英語版）：コメディアン、大英帝国勲章(MBE)（* 1955年）

### 4月

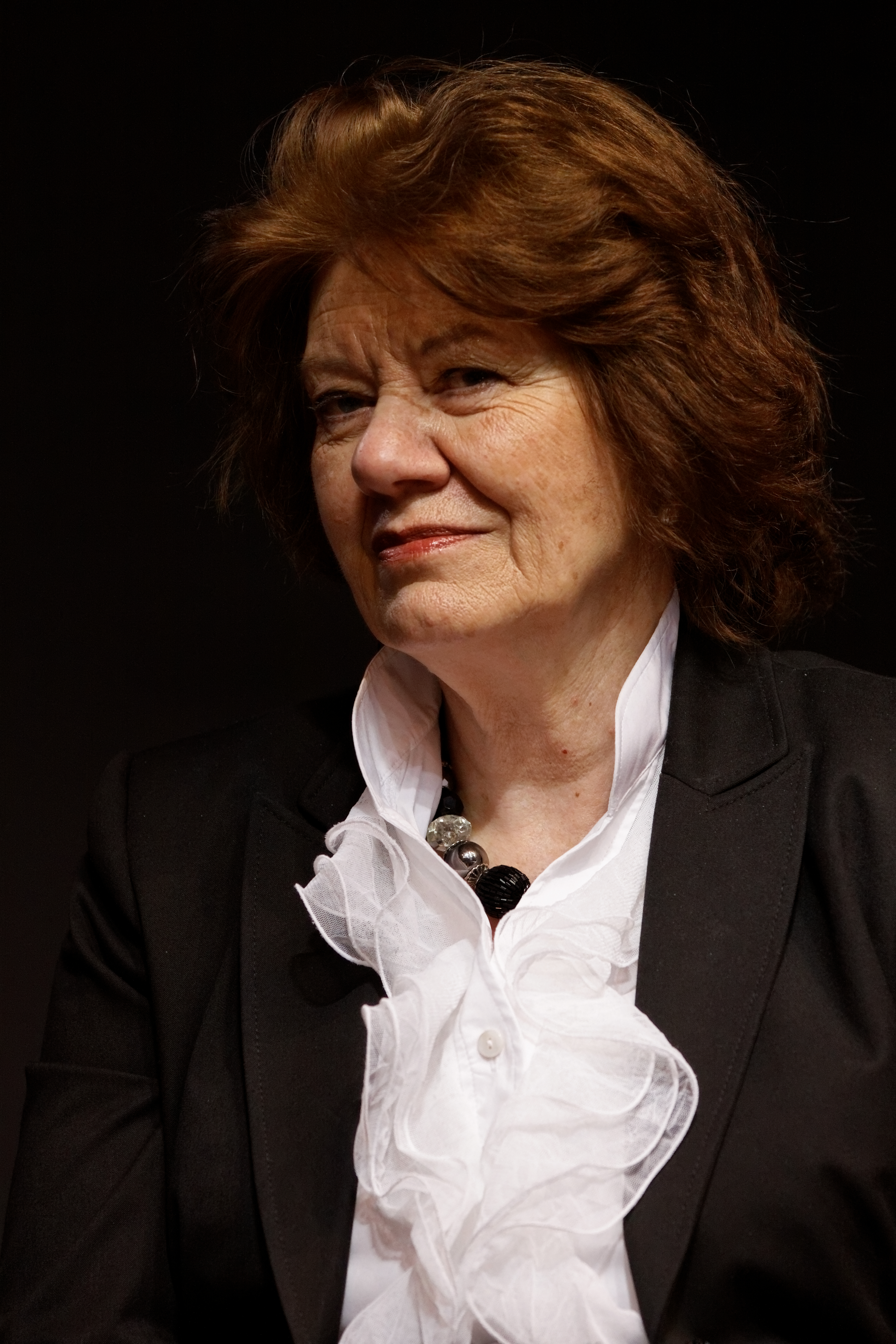
アン・ペリー

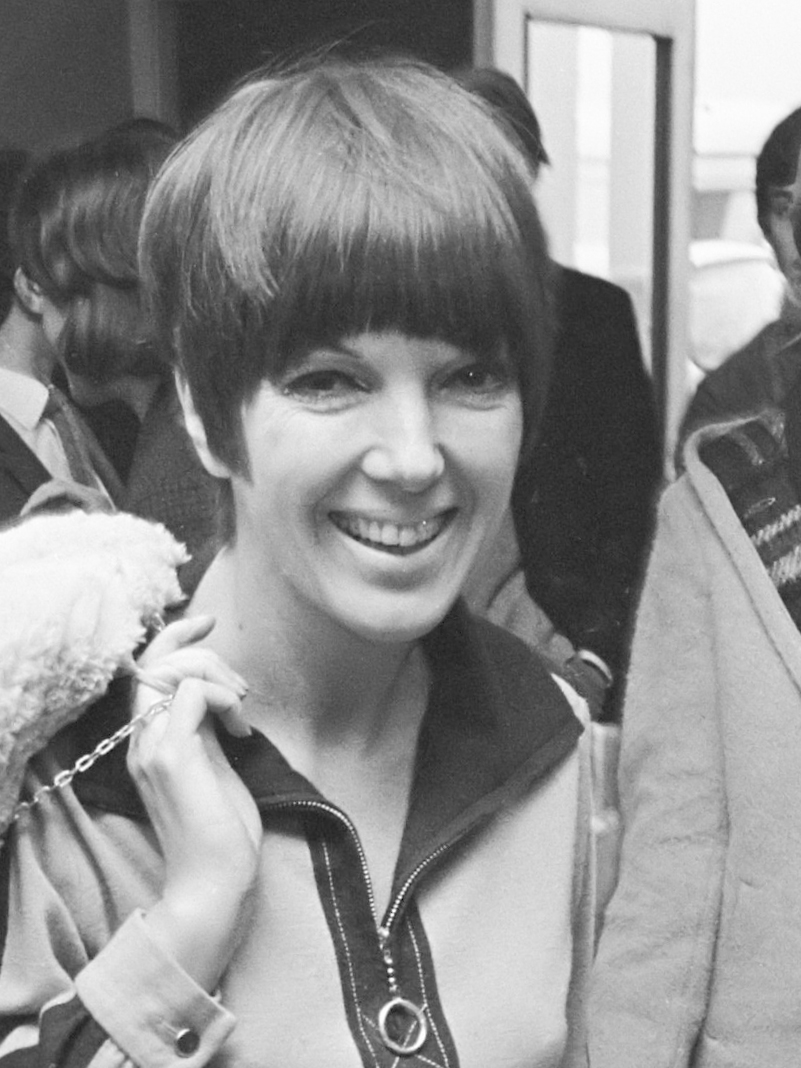
マリー・クヮント

- 4月3日 - ナイジェル・ローソン：政治家、第64代財務大臣（* 1932年）
- 4月6日 - ノーマン・レイノルズ：プロダクションデザイナー、映画監督（* 1934年）
- 4月10日 - アン・ペリー：小説家（* 1938年）
- 4月13日 - マリー・クヮント：ファッションデザイナー（* 1930年）
- 4月14日 - マレー・メルビン（英語版）：俳優（* 1932年）
- 4月21日 - マーク・スチュワート：歌手（* 1960年）
- 4月27日 - ジェリー・スプリンガー（英語版）：司会者、ジェリー・スプリンガー・ショー等（* 1944年）

### 5月
- 5月3日 - リンダ・ルイス：シンガーソングライター（* 1950年）
- 5月10日 - ラス・ニコルソン：イラストレーター（生年不明）
- 5月12日 - フランシス・モンクマン：ギタリスト、作曲家（* 1949年）
- 5月14日 - ジョン・ギブリン：ミュージシャン、作曲家、音楽プロデューサー（* 1952年）
- 5月19日
  - マーティン・エイミス：小説家（* 1949年）
  - アンディ・ルーク：ザ・スミスのベーシスト（* 1964年）
- 5月21日 - レイ・スティーヴンソン：俳優（* 1964年）
- 5月23日 - チャス・ニュービー（英語版）：ビートルズの初期メンバー（* 1941年）
- 5月14日 - ジョン・ギブリン：ベーシスト、ギタリスト（* 1952年）
- 5月21日 - マーガレット・アーチャー：社会学者（* 1943年）

### 6月

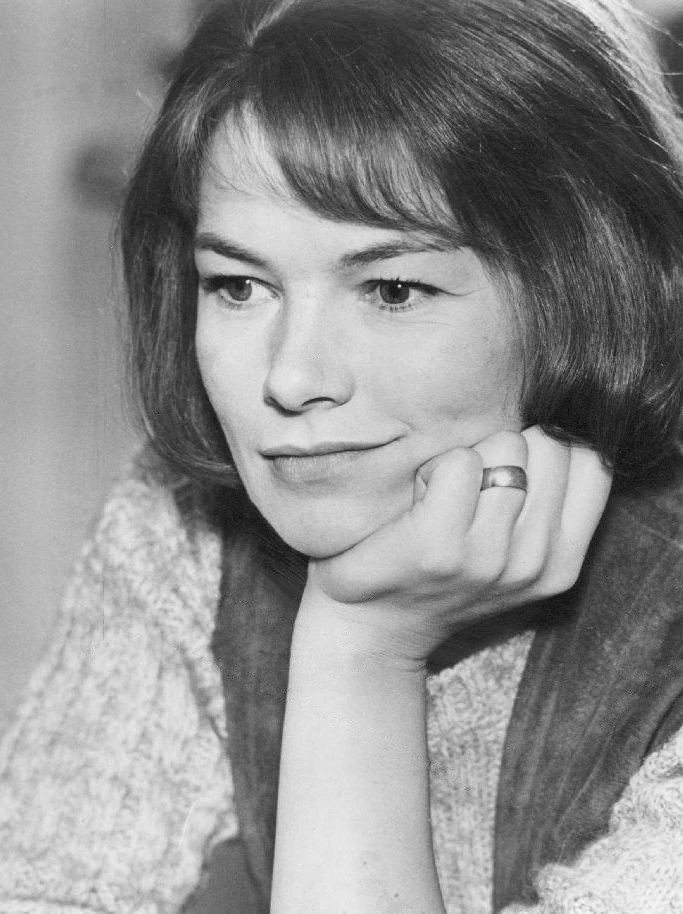
グレンダ・ジャクソン

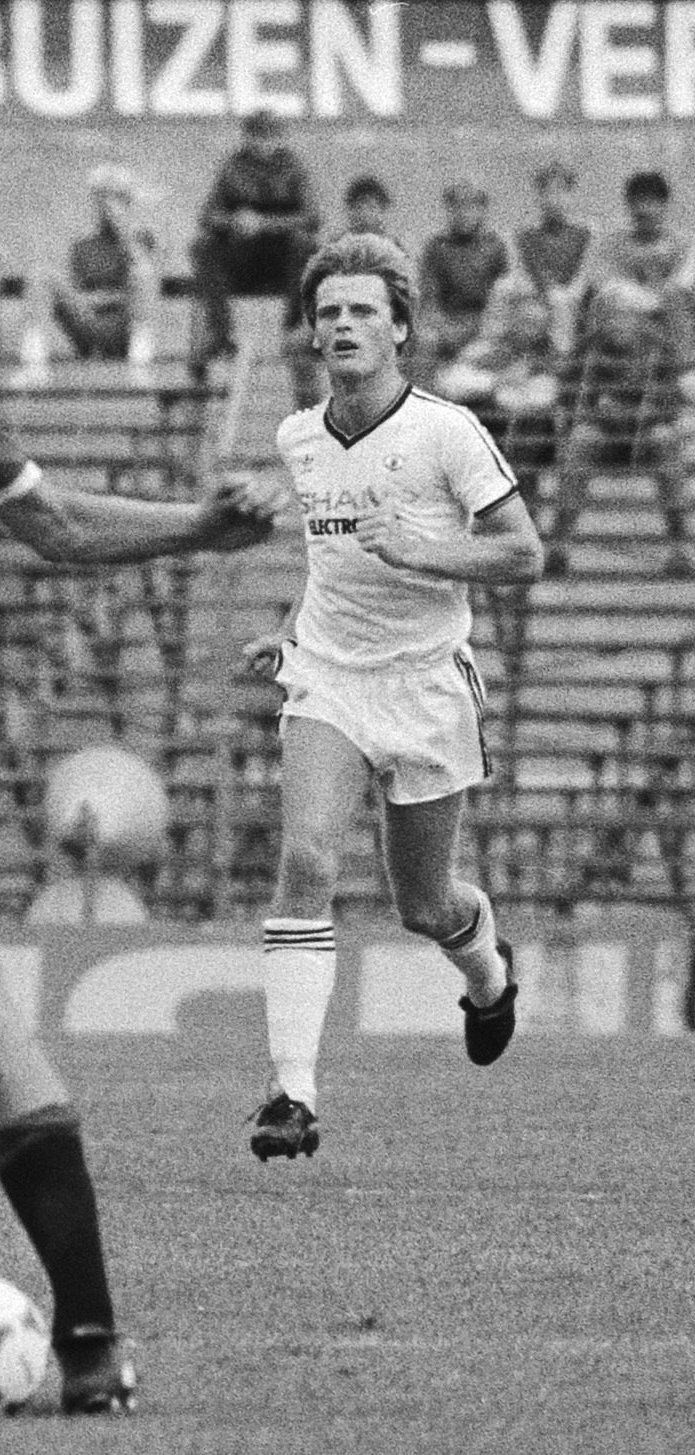
ゴードン・マックイーン

- 6月6日 - マイケル・マクファーレン：陸上競技選手、1988年ソウルオリンピックの銀メダリスト（* 1960年）
- 6月15日 - グレンダ・ジャクソン：女優、1970年・1973年にアカデミー主演女優賞受賞（* 1936年）
- 6月15日 - ゴードン・マックイーン：サッカースコットランド代表 (DF)（* 1952年）
- 6月16日 - パクストン・ホワイトヘッド（英語版）：俳優（* 1937年）
- 6月18日 - ヘイミッシュ・ハーディング（英語版）：実業家（* 1964年）
- 6月21日 - ベニシア・スタンリー・スミス：日本で活動したタレント（* 1950年）
- 6月30日 - ロバート・ファーンリー（英語版）：F1・フォース・インディアの元副代表（* 1953年）

### 7月
- 7月13日 - クリス・ガーランド（英語版）：サッカー選手 (FW)（* 1949年）
- 7月16日 - ジェーン・バーキン：女優、歌手、バーキンバッグ（英語版）（* 1946年）
- 7月24日 - ジョージ・アレガイアー：BBCのキャスター（* 1955年）
- 7月26日 - シネイド・オコナー：アイルランド出身の歌手（* 1966年）

### 8月

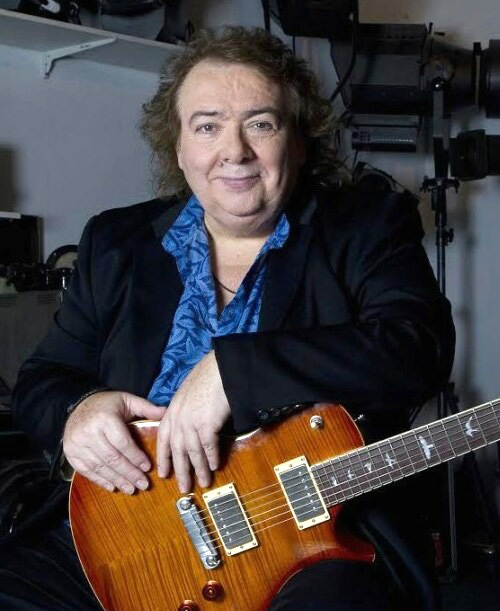
バーニー・マースデン

- 8月3日 - ゴードン・コンウェイ：農業生態学者（* 1938年）
- 8月8日 - ジェイミー・リード：グラフィックデザイナー（* 1947年）
- 8月11日 - ダレン・ケント（ドイツ語版）：俳優（* 1987年）
- 8月14日 - ハリス・マン：自動車デザイナー（* 1938年）
- 8月16日 - マイケル・パーキンソン（英語版）：司会者、パーキンソン (テレビシリーズ)（英語版）等（* 1935年）
- 8月24日 - バーニー・マースデン：ギタリスト（* 1951年）
- 8月30日 - モハメド・アルファイド：実業家、百貨店「ハロッズ」の元オーナー（* 1929年）

### 9月

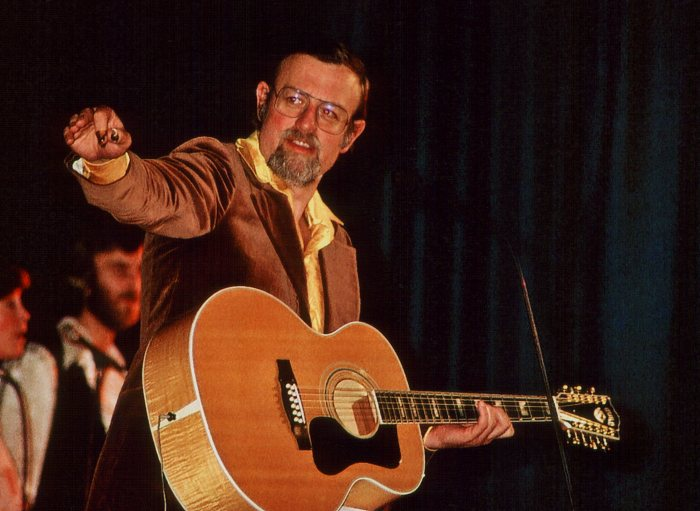
ロジャー・ウィテッカー

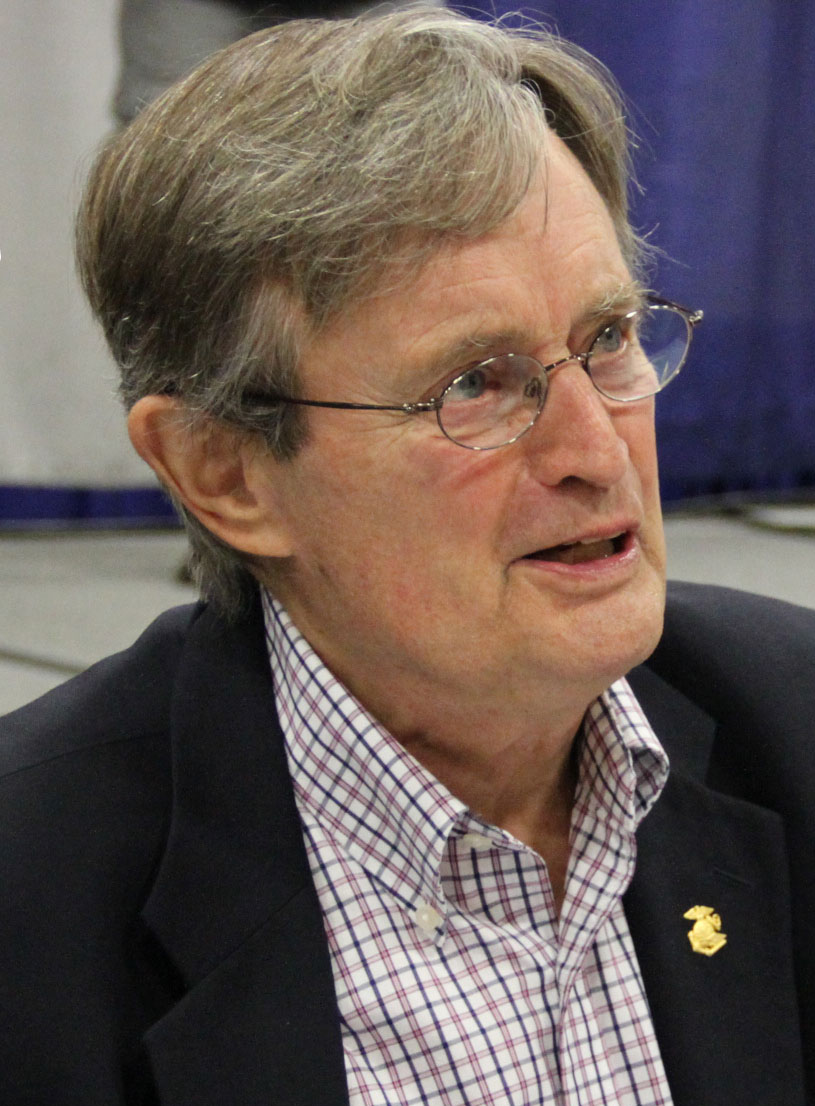
デヴィッド・マッカラム

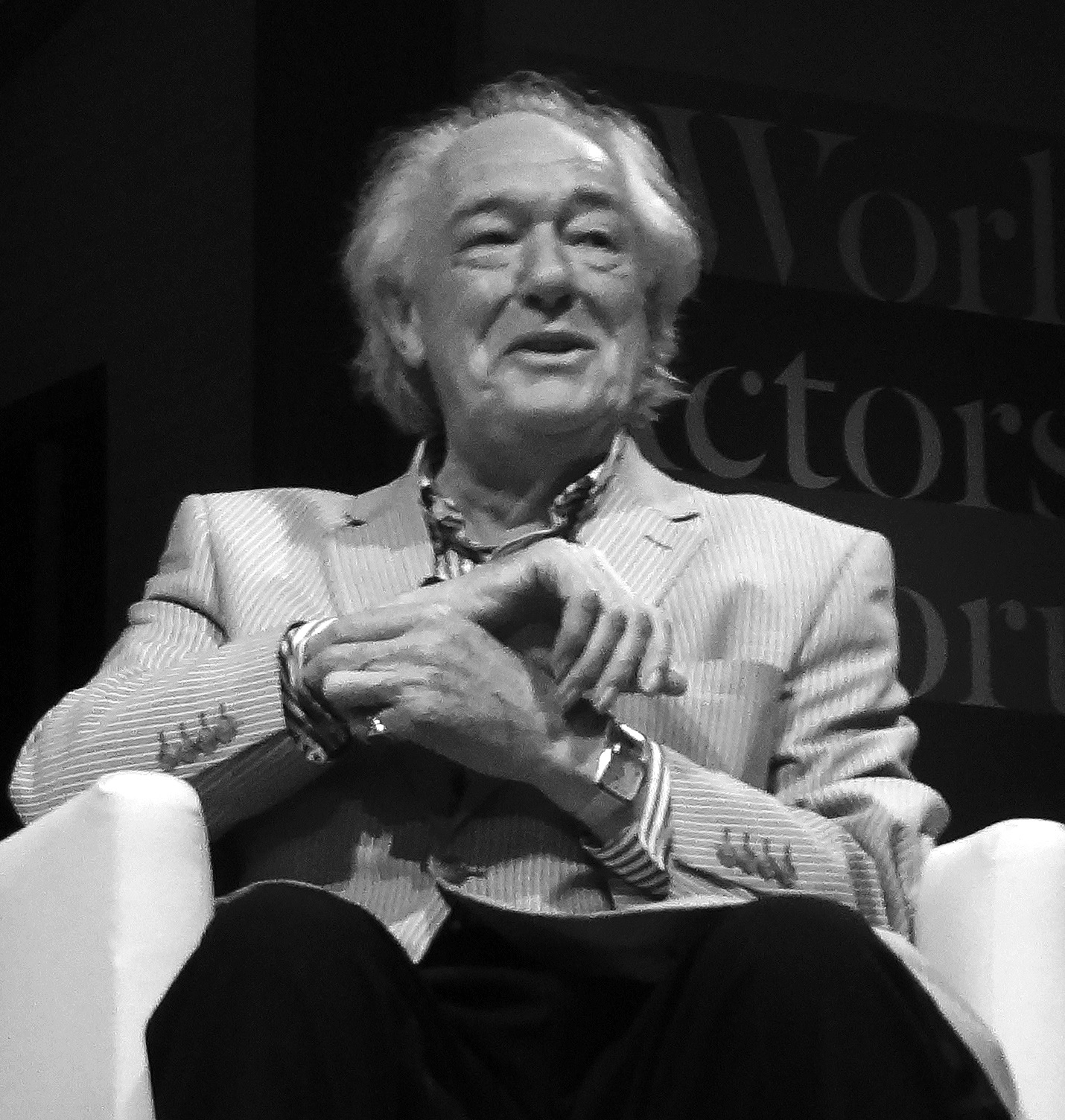
マイケル・ガンボン

- 9月10日 - イアン・ウィルムット：発生学者、羊のドリーを誕生させたグループのリーダー（* 1944年）
- 9月13日 - ロジャー・ウィテッカー：シンガーソングライター（* 1936年）
- 9月16日 - ジョン・マーシャル：ドラマー（* 1941年）
- 9月20日 - マディ・キューザック（英語版）：シェフィールド・ユナイテッドFCウィメン（英語版）所属の女性サッカー選手 (MF)（* 1995年）
- 9月23日 - クリストファー・マイルズ（英語版）：映画監督、プロデューサー（* 1939年）
- 9月25日 - デヴィッド・マッカラム：俳優（* 1933年）
- 9月26日 - マイケル・ボナラック（英語版）：アマチュアゴルファー（* 1934年）
- 9月27日 - マイケル・ガンボン：アイルランド出身の俳優、大英帝国勲章(CBE)（* 1940年）

### 10月
- 10月2日 - フランシス・リー（英語版）：サッカーイングランド代表 (FW)（* 1944年）
- 10月7日 - テレンス・デイビース（英語版）：脚本家、映画監督（* 1945年）
- 10月9日 - アンソニー・ヒコックス（英語版）：映画監督、プロデューサー（* 1959年）
- 10月20日 - ヘイドン・グウィン（英語版）：女優（* 1957年）
- 10月21日 - ボビー・チャールトン：サッカーイングランド代表、大英帝国勲章(CBE)（* 1937年）
- 10月23日 - ビル・ケンライト（英語版）：映画プロデューサー（* 1945年）
- 10月29日 - チャーリー・エイトケン (1942年生のサッカー選手)（英語版）：サッカー選手 (DF)（* 1942年）

### 11月
- 11月9日 - ティム・ウッドウォード（英語版）：俳優（* 1953年）
- 11月16日 - A・S・バイアット：小説家、1990年にブッカー賞受賞（* 1936年）
- 11月16日 - ジョーディー・ウォーカー（英語版）：ミュージシャン（* 1958年）
- 11月19日 - ジョス・アクランド：俳優（* 1928年）
- 11月26日 - テリー・ヴェナブルズ：サッカー選手 (MF)、イングランド代表、監督（* 1943年）
- 11月26日 - ブライアン・ゴディング：ギタリスト（* 1945年）
- 11月26日 - ジョーディー・ウォーカー（英語版）：ギタリスト、キリング・ジョークのメンバー（* 1958年）
- 11月28日 - セシル・サンドフォード：オートバイレーサー（* 1928年）
- 11月30日 - シェーン・マガウアン（英語版）：ミュージシャン、ザ・ポーグスのメンバー（* 1957年）
- 11月30日 - アリスター・ダーリング：政治家 (労働党)、財務大臣（* 1953年）

### 12月

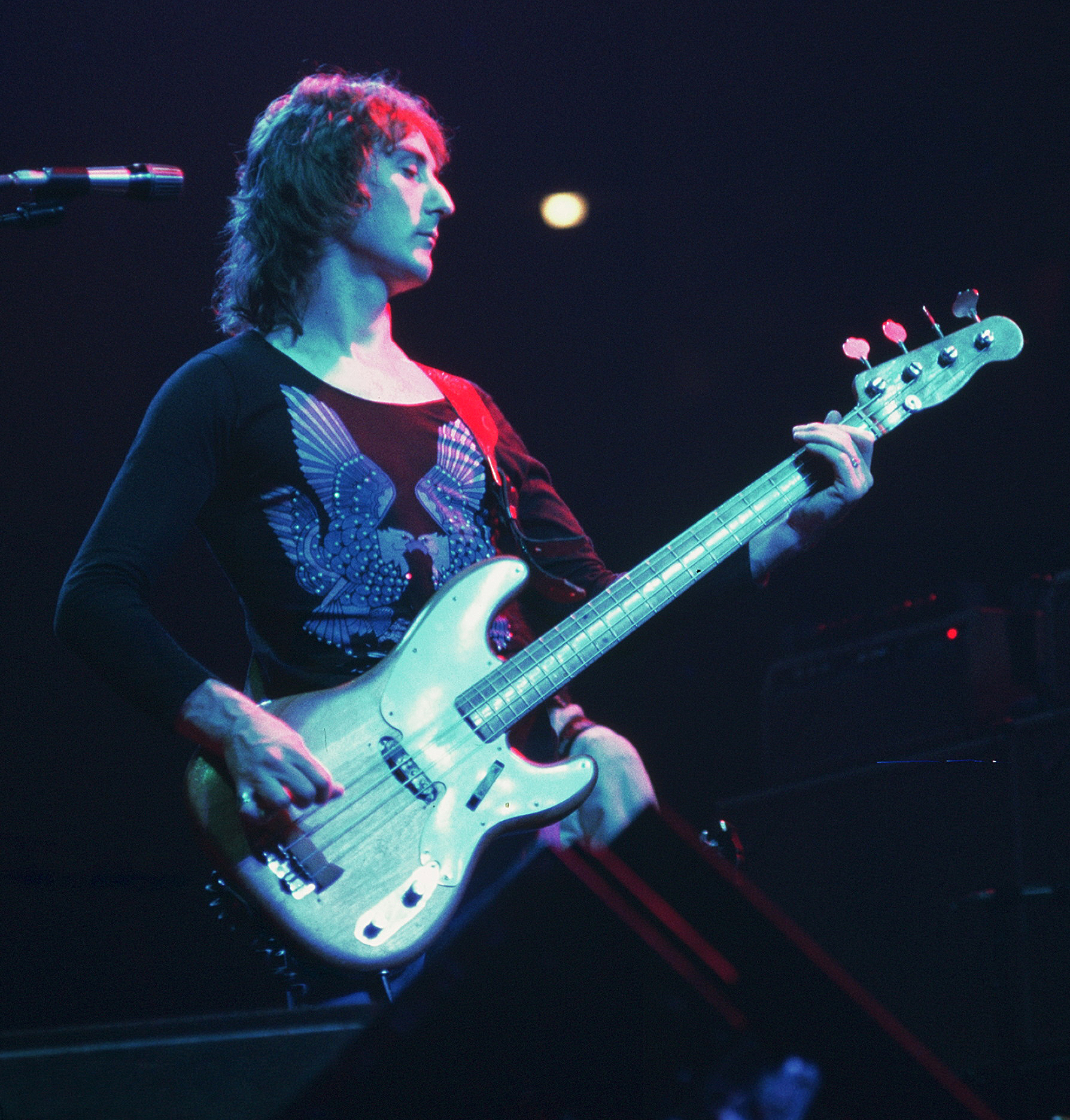
デニー・レイン

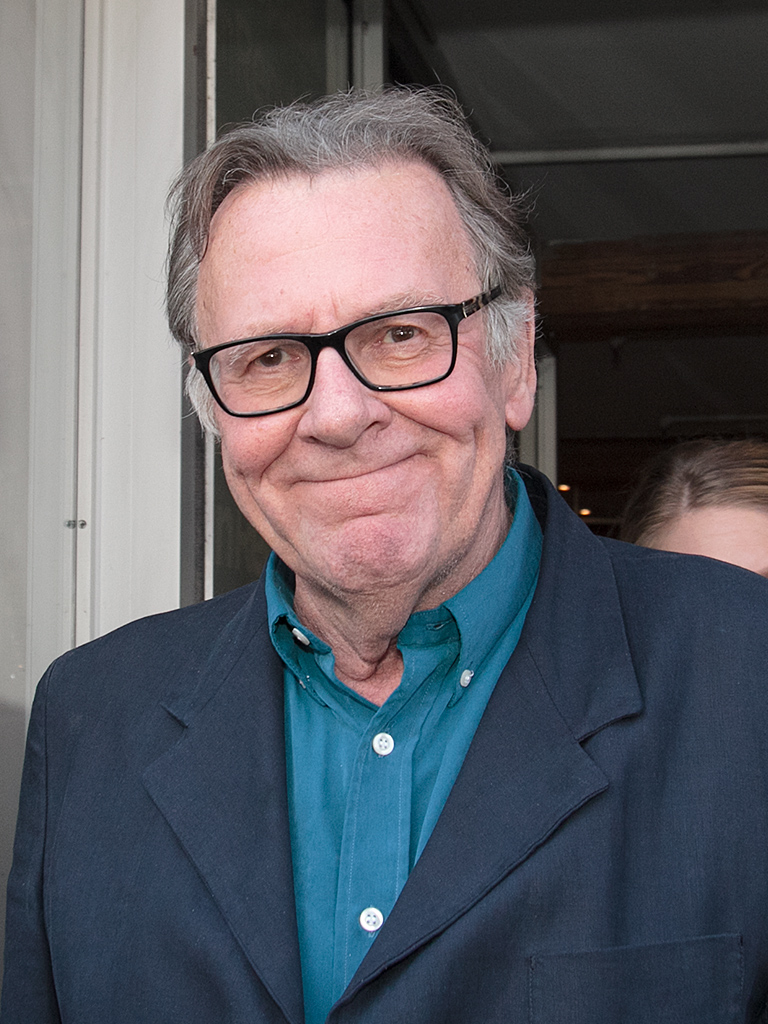
トム・ウィルキンソン

- 12月5日 - デニー・レイン：ミュージシャン（* 1944年）
- 12月7日 - ベンジャミン・ゼファニア（英語版）：作家（* 1958年）
- 12月10日 - シャーリー・アン・フィールド（英語版）：女優（* 1936年）
- 12月12日 - シャーリー・バーバー（英語版）：児童文学作家（* 1935年）
- 12月13日 - J・G・A・ポーコック：歴史家、政治学者（* 1924年）
- 12月19日 - K.M.ペイトン：作家（* 1929年）
- 12月24日 - デビッド・リーランド（英語版）：映画監督（* 1941年）
- 12月25日 - リチャード・フランクリン（英語版）：俳優、映画監督（* 1936年）
- 12月26日 - トニー・オクスレイ：ジャズドラマー（* 1938年）
- 12月30日 - トム・ウィルキンソン：俳優（* 1948年）